# 재령군
재령군(載寧郡)은 조선민주주의인민공화국 황해남도 동쪽 끝에 있는 군이다.

## 지리
남북으로 길게 뻗은 모양이며 동쪽은 황해북도와 접한다. 북쪽은 안악군, 서쪽은 신천군, 남쪽은 신원군과 맞닿아 있다. 군의 북쪽은 재령평야가 펼쳐진 평야 지대이고, 남쪽에는 멸악산맥이 뻗어 산지가 형성되어 있다. 재령군과 신원군의 경계에 있는 장수산은 서해에 있는 금강산이라는 의미로 황해금강이라 불려온 재령군의 명승지이다.
재령평야는 한반도 전체에서도 손꼽히는 넓이의 평야로서 논농사가 이루어져 조선민주주의인민공화국의 대표적인 곡창 지대이다.
재령광산은 황해제철련합기업소 등 조선민주주의인민공화국의 여러 제철소들의 철생산과 직결되어 있는 주요 철광석 광산이다.

## 역사
고구려 시대에는 한홀, 식성군 등으로 불렸다. 고려 시대에는 안주로 불렸고 1217년에 재령현으로 개칭되었다. 1415년에 재령군으로 승격했다.
1895년에 해주부 재령군, 1896년 황해도 재령군이 되었다.
- 1914년 4월 1일 16면으로 개편하였다.[3]

| 부령 제111호           |             |
| 구 행정구역            | 신 행정구역 |
| 우율면, 좌율면         | 북율면      |
| 상율면, 하율면         | 남율면      |
| 좌리면, 상안면         | 재령면      |
| 하안면, 우리면, 서호면 | 하호리면    |
| 토산면, 용연면         | 용산면      |
| 하성면, 상류면 일부    | 하성면      |
| 상류면 일부            | 상류면      |
| 삼지강면               | 삼지강면    |
| 우두천면               | 우두천면    |
| 은질지면               | 은산면      |
| 화산면                 | 화산면      |
| 상성면                 | 상성면      |
| 하류면                 | 하류면      |
| 상방면                 | 상방면      |
| 하방면                 | 하방면      |
| 청수리면               | 청수리면    |

- 1928년 4월 1일 은산면 등이 은룡면 등으로 합면하였다.[4]

| 도령 제5호                                                 |             |
| 구 행정구역                                                | 신 행정구역 |
| 하호리면 부성리, 고산리, 신정리, 석산리 일부               | 재령면 일부 |
| 삼지강면 일원                                              | 삼강면 일원 |
| 우두천면 용소리                                            | 삼강면 일원 |
| 은산면 은정리, 당원리, 광탄리                              | 삼강면 일원 |
| 은산면(은정리, 당원리, 광탄리 제외) 일원                   | 은룡면 일원 |
| 화산면 석탄리, 신창리                                      | 은룡면 일원 |
| 용산면 일원                                                | 은룡면 일원 |
| 하성면 천정리                                              | 상성면 일부 |
| 상류면 병암리, 율라리, 관암리                              | 상성면 일부 |
| 상류면 갈산리, 덕현리, 영월리, 삼학리, 입암리, 백우리 일부 | 하성면 일부 |
| 상류면 가국리, 백우리 일부                                 | 신원면 일원 |
| 하류면 일원                                                | 신원면 일원 |
| 하방면 송학리, 신정리, 화석리, 원고리, 계남리, 양현리 일부 | 신원면 일원 |
| 화산면 식성리, 서림리, 동림리                              | 장수면 일원 |
| 하방면 청천리, 양계리, 양현리 일부                         | 장수면 일원 |
| 우두천면(용소리 제외) 일원                                 | 청천면 일원 |
| 화산면 양대리, 곤산리                                      | 청천면 일원 |
| 청수리면 청천리, 망월리, 부천리, 용평리 일부               | 청천면 일원 |
| 재령면 왕현리                                              | 서호면 일원 |
| 하호리면(부성리, 고산리, 신정리 제외) 일원                 | 서호면 일원 |
| 남율면 신환포리, 무덕리                                    | 서호면 일원 |
| 재령면 내야리 일부                                         | 남율면 일부 |

1952년의 조선민주주의인민공화국의 지방 행정 구역 재편에 의해 재령군(1읍 27리)이 재편성되었다.

## 행정 구역
1읍, 1구와 24리가 있다.
- 재령읍 (載寧邑)
- 금산로동자구 (金山勞動者區)
- 벽산리 (碧山里)
- 봉천리 (蓬泉里)
- 고산리 (孤山里)
- 동신흥리 (東新興里)
- 김제원리 (金齊元里)
- 굴해리 (屈海里)
- 북지리 (北芝里)
- 남지리 (南芝里)
- 강교리 (江橋里)
- 래림리 (來臨里)
- 신환포리 (新換浦里)
- 재천리 (財泉里)
- 삼지강리 (三支江里)
- 룡교리 (龍橋里)
- 부덕리 (富德里)
- 청천리 (淸泉里)
- 신곶리 (新串里)
- 석탄리 (石灘里)
- 봉오리 (鳳梧里)
- 서원리 (書院里)
- 서림리 (西林里)
- 장국리 (墻菊里)
- 양계리 (陽溪里)
- 천마리 (天摩里)

## 같이 보기
- 재령군 (대한민국)